# Клингенберг, Хайнц (актёр)
Хайнц Клингенберг (6 апреля 1905, Билефельд — 12 сентября 1959, Швайнфурт; урождённый Генрих Август Клингенберг по прозвищу Вестерхаус) — немецкий киноактёр, а также актёр радиопостановок и дубляжа.

## Биография
Хайнц Клингенберг изучал философию, а затем брал уроки актёрского мастерства у Фридриха Базиля. Как и Базиль, во время учёбы он вступил в тюбингенское студенческое братство Derendingia (1924).
Дебютировал в 1927 году в Вуппертале. После работы в разных городах, с 1930-х годов он работал в Берлине, сначала в Немецком театре, затем в Шиллертеатре и в Фольксбюне. В 1932 году он получил первую кинороль в фильме «Дочери фрау Леманн», в котором играл вместе с Гертой Тиле, на которой вскоре женился. Впервые привлёк внимание широкой публики в роли французского офицера Сент-Авиля в фильме «Атлантида» (1932). В 1933 году он сыграл главную роль в пропагандистском фильме «Штурмовик Бранд», после чего его жена рассталась с ним, хотя формально супруги развелись в Дрездене в 1936 году. Несмотря на ещё одну главную роль в фильме «Между небом и землёй» (1934), Клингенберг не смог добиться заметного успеха в немецком кинематографе.
После окончания войны он несколько раз появлялся в ролях второго плана, а также работал актёром дубляжа и в радиопьесах.
Погиб в автокатастрофе в 1959 году.

## Фильмография
| - 1932: Дочери фрау Леманн - 1932: Одиннадцать офицеров Шилля - 1932: Атлантида - 1932: Теодор Кёрнер - 1933: Штурмовик Бранд - 1933: Гретель выигрывает в лотерею - 1934: Между небом и землёй - 1943: Большое число - 1944: Дегенхардты - 1948: Время с тобой - 1949: Судьба, перешедшая из вторых рук | - 1950: Тень мистера Монитора - 1950: Украденный год - 1953: Сильнее - 1955: Последняя ночь «Титаника» - 1955: Женщины вокруг Рихарда Вагнера (Волшебный огонь) - 1956: Женитьба доктора Данвица - 1957: Всё снова будет хорошо - 1958: Деньги валяются на улице - 1958: Доктор Криппен жив - 1959: Дело Дрейфуса - 1959: Другой (Дербридж, шесть частей) |

## Театр
- 1933: Гуго фон Хофмансталь по мотивам Педро Кальдерона де ла Барка : Большой мировой театр (Король) — Режиссёр: Макс Рейнхардт (Немецкий театр в Берлине)
- 1940: Ханс Гобш : Мария Шотландская — Режиссёр: Карл Ханс Бём (Саксонский государственный театр Дрездена — Шаушпильхаус)
- 1943: Отто Эрлер : Друзья по крови — Режиссёр: Рудольф Шредер (Саксонский государственный театр Дрездена — Шаушпильхаус)

## Веб-ссылки
- Биография и фото